# NGC 3507
NGC 3507 ist eine Balken-Spiralgalaxie mit aktivem Galaxienkern vom Hubble-Typ SBb im Sternbild Löwe auf der Ekliptik. Sie ist schätzungsweise 40 Millionen Lichtjahre von der Milchstraße entfernt und hat einen Durchmesser von etwa 40.000 Lj. Gemeinsam mit NGC 3501 bildet sie das Galaxienpaar Holm 224.
Im selben Himmelsareal befindet sich u. a. die Galaxie NGC 3487.
Das Objekt wurde am 14. März 1784 von dem Astronomen Wilhelm Herschel entdeckt.

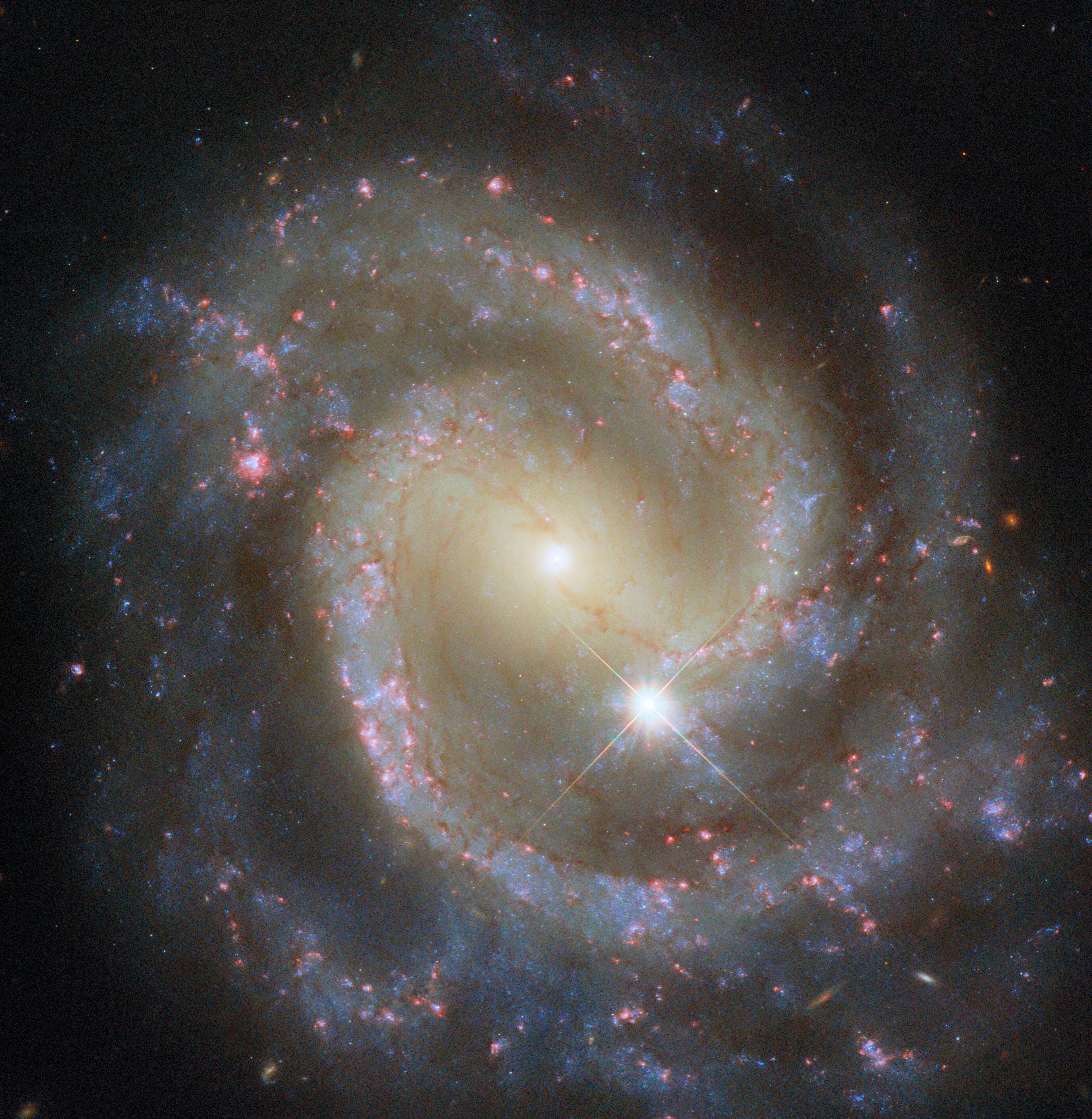
Detaillierte Aufnahme des zentralen Bereichs mithilfe des Hubble-Weltraumteleskops
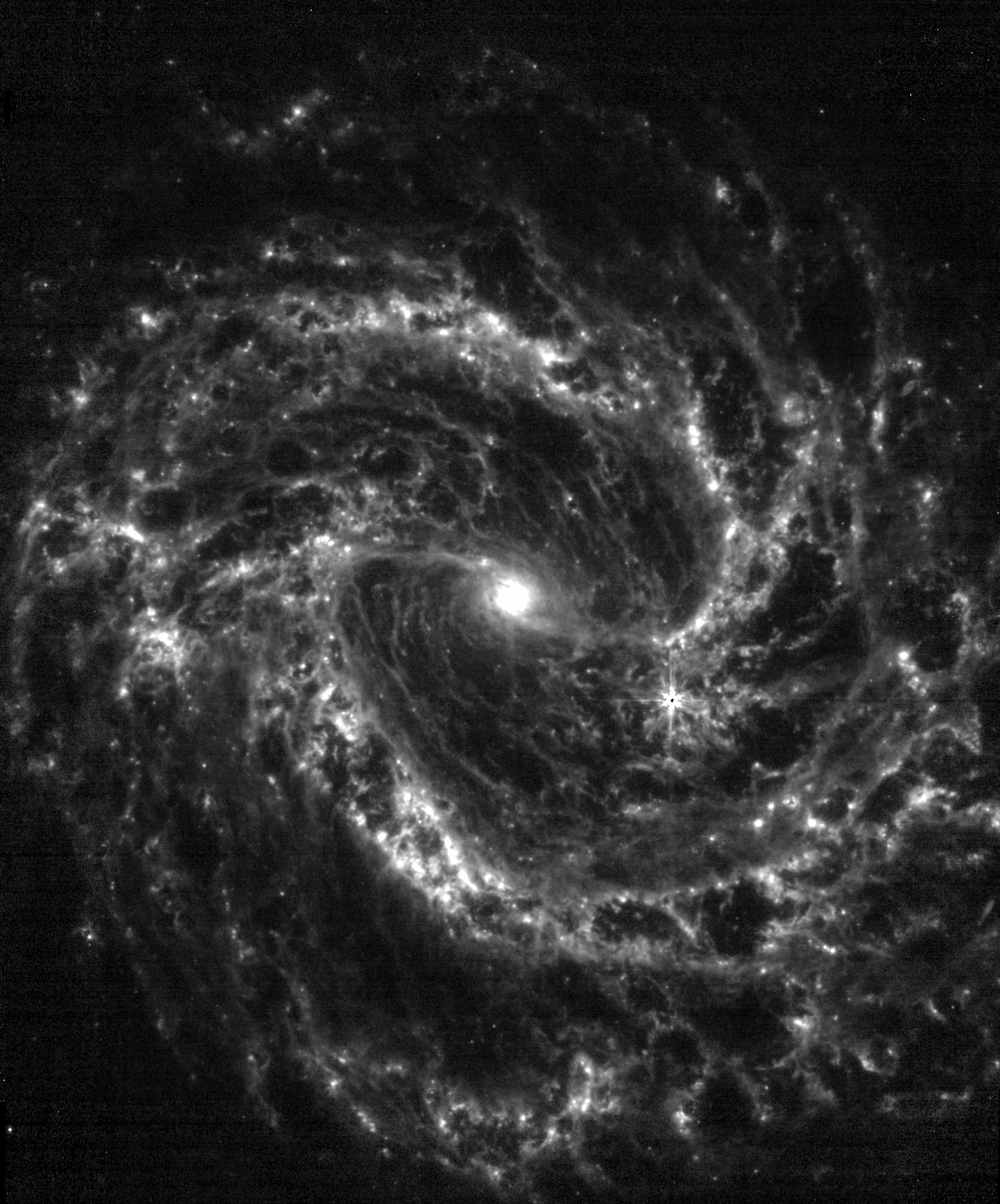
Aufnahme im mittleren Infrarot mithilfe des James-Webb-Weltraumteleskops

## NGC 3507-Gruppe (LGG 228)
| Galaxie   | Alternativname | Entfernung/Mio. Lj |
| --------- | -------------- | ------------------ |
| NGC 3507  | PGC 33390      | 40                 |
| PGC 33208 | UGC 6095       | 47                 |
| PGC 33660 | UGC 6171       | 51                 |
| PGC 33333 | UGC 6112       | 43                 |
| PGC 33699 | UGC 6181       | 49                 |